# Diócesis de Alessandria
La diócesis de Alessandria (en latín: Dioecesis Alexandrina Statiellorum y en italiano: Diocesi di Alessandria) es una circunscripción eclesiástica de la Iglesia católica en Italia. Se trata de una diócesis latina, sufragánea de la arquidiócesis de Vercelli. Desde el 20 de octubre de 2012 su obispo es Guido Gallese.

## Territorio y organización

Mapa de las zonas pastorales

La diócesis tiene 740 km² y extiende su jurisdicción sobre los fieles católicos de rito latino residentes en parte de la provincia de Alessandria de la región de Piamonte, comprendiendo las comunas de: Alessandria, Borgoratto Alessandrino, Carentino, Casal Cermelli, Predosa, Castelspina, Bassignana, Rivarone, Valenza, Alluvioni Cambiò, Isola Sant'Antonio, Castellazzo Bormida, Felizzano, Quargnento, Frugarolo, Oviglio, Pietra Marazzi, Gamalero, Pecetto di Valenza, Montecastello, Bosco Marengo, Pasturana, Piovera, Tassarolo, Frascaro, Solero y Capriata d'Orba.

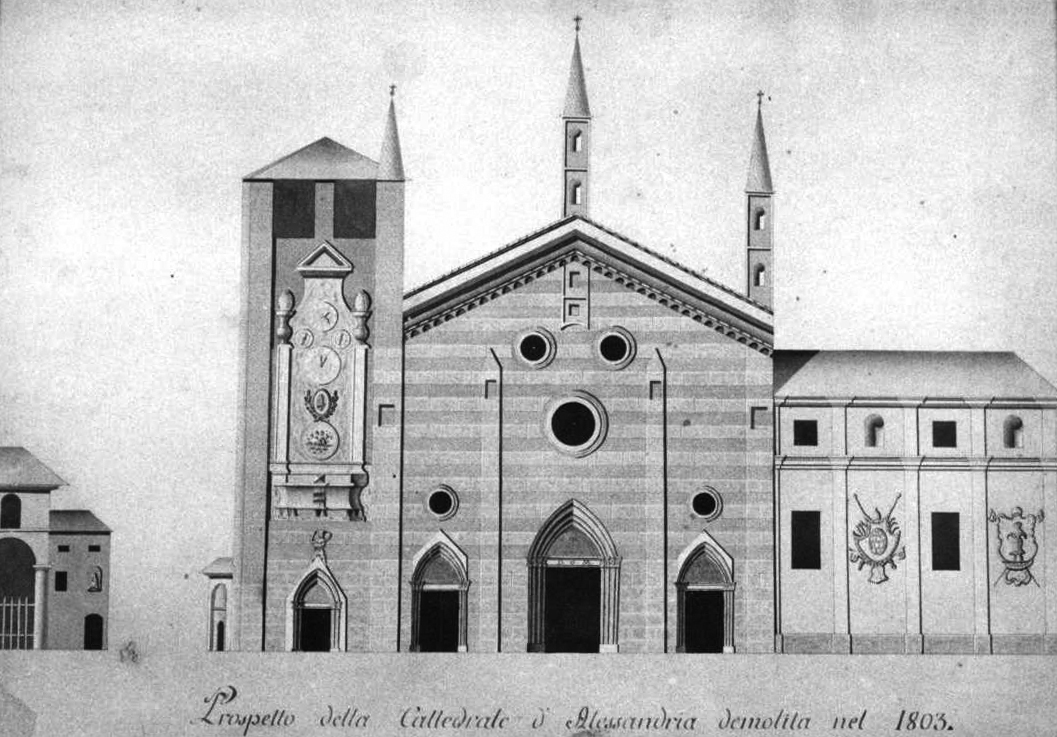
Antigua Catedral de San Pedro, demolida en 1803 por orden de Napoleón Bonaparte

La diócesis limita al norte con la diócesis de Casale Monferrato, al oeste con la diócesis de Asti, al suroeste con la diócesis de Acqui, al sur, durante un corto tramo, con la arquidiócesis de Génova y al este con la diócesis de Tortona.

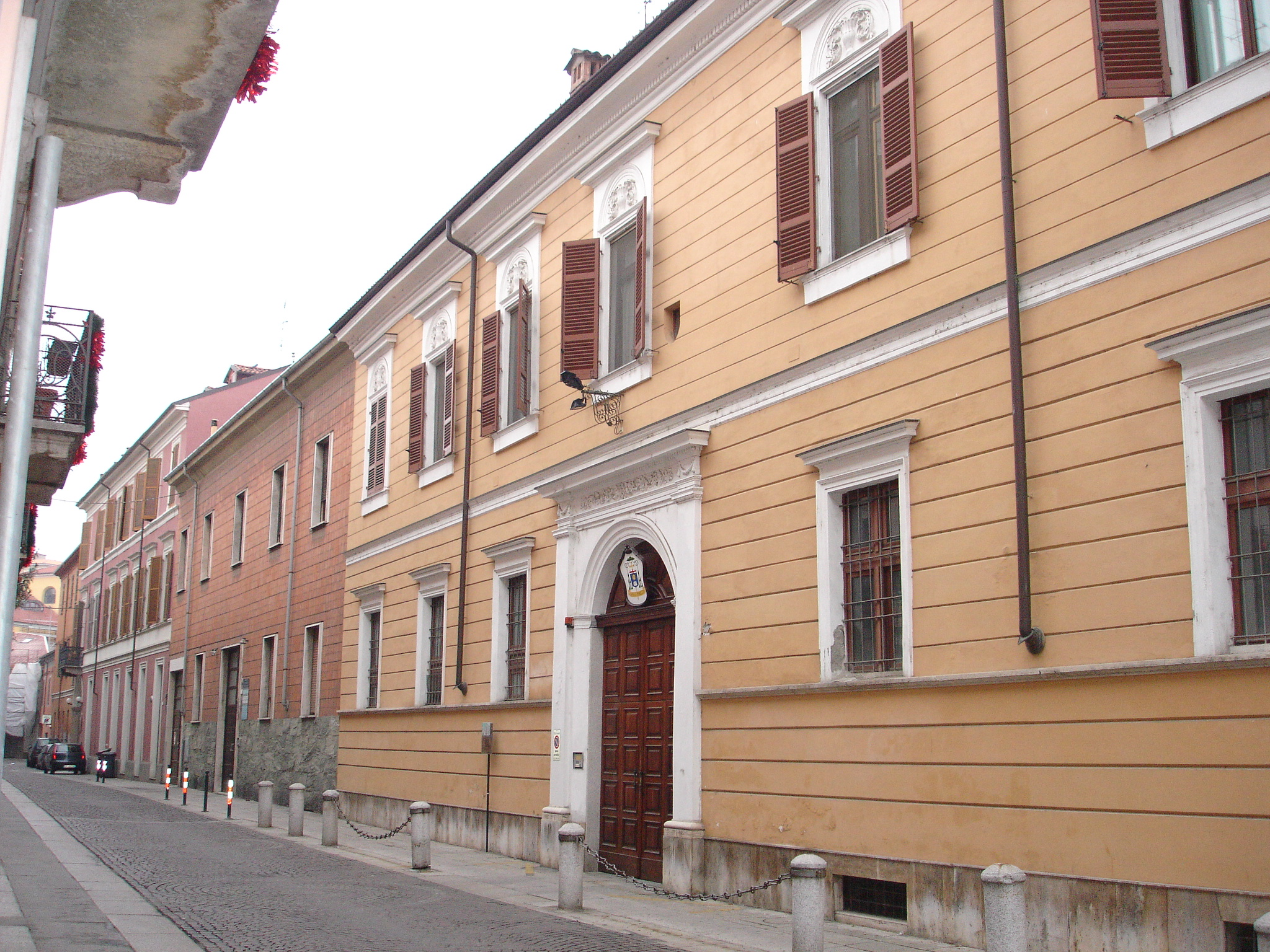
Palacio episcopal de Alessandria

La sede de la diócesis se encuentra en la ciudad de Alessandria, en donde se halla la Catedral de San Pedro y San Marcos.

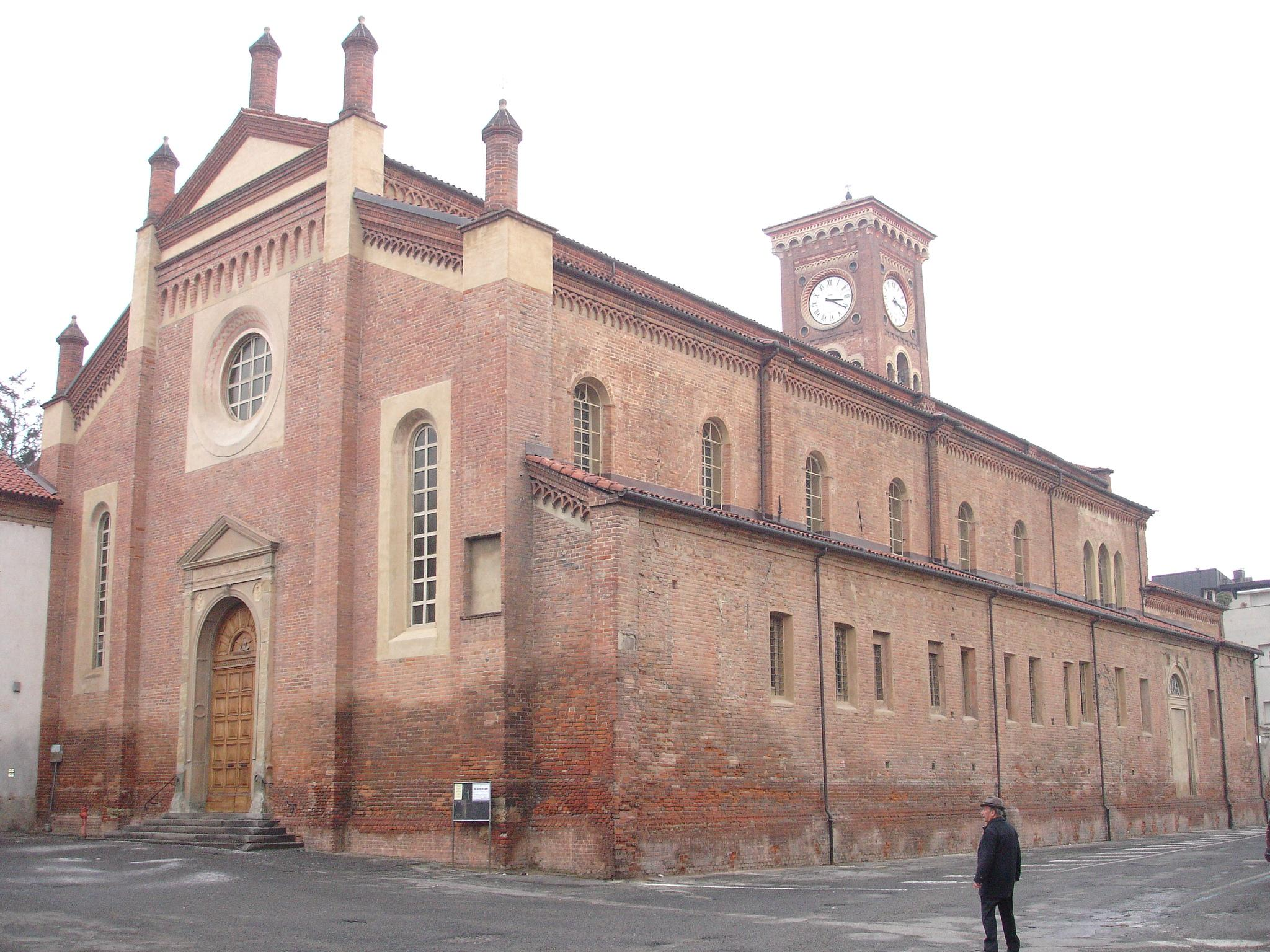
Iglesia de Santa Maria di Castello, en Alessandria

En 2022 en la diócesis existían 74 parroquias agrupadas en 4 zonas pastorales mediante la fusión de las 7 anteriores, y con el decreto episcopal dado en del 11 de noviembre de 2022, también se han identificado 9 unidades pastorales:
1. Zona pastoral "Alessandria"
  1. unidad pastoral Sette Chiese, que comprende 7 parroquias;
  2. unidad pastoral Spalti, que comprende 6 parroquias;
  3. unidad pastoral Cristo, que comprende 3 parroquias;
2. Zona pastoral "Valenza-Po"
  1. unidad pastoral Valenza, que comprende 15 parroquias;
3. Zona pastoral "Marengo-Fraschetta"
  1. unidad pastoral Fraschetta-Marengo, que comprende 11 parroquias;
  2. unidad pastoral Lungotanaro, que comprende 6 parroquias;
4. Zona pastoral "Fiumi"
  1. unidad pastoral Orba, que comprende 8 parroquias;
  2. unidad pastoral Bormida, que comprende 12 parroquias;
  3. unidad pastoral Tanaro, que comprende 6 parroquias.

## Historia
La diócesis fue erigida en 1175 a instancias del papa Alejandro III, a quien había sido dedicada la ciudad, mediante la bula Sacrosanctae Romanae Ecclesiae, con la que el pontífice honra con dignidad episcopal «la iglesia y la ciudad que se estableció en honor de San Pedro y para beneficio y gloria de toda Lombardía».
Posteriormente, mediante el breve De novitate del 30 de enero de 1176 Alejandro III se disculpó por haber elegido al obispo motu proprio y declara que esto no debe perjudicar en el futuro el derecho de nombramiento del cabildo catedralicio. La nueva diócesis pasó a ser sufragánea de la arquidiócesis de Milán.
La extensión de la diócesis original era casi similar a la actual, salvo el límite oriental con la diócesis de Tortona que no tenía una delimitación precisa.
En el breve Congruam officii al obispo Otón (18 de julio de 1178 o 1180), Alejandro III confirmó la constitución del capítulo de canónigos de la catedral de San Pedro, implementada por Otón, y reconoció todas sus posesiones a la joven Iglesia alessandrina.
La vida de la diócesis, en sus primeras décadas, estuvo muy convulsa debido a desacuerdos jurisdiccionales con la diócesis de Acqui, de cuyo territorio nació la sede alessandrina. El papa Alejandro ordenó al arzobispo milanés Algisio que uniera las dos sedes bajo el obispo de Acqui, pero debido a la oposición tanto de Otto como del obispo de Acqui, la disposición no tuvo efecto. La diócesis de Alessandria permaneció vacante durante mucho tiempo.
En mayo de 1205 el papa Inocencio III volvió a tomar el asunto en sus propias manos y decidió implementar las disposiciones de Alejandro III. La unión aeque principaliter de las dos sedes fue renovada mediante la bula Cum beatus Petrus y el obispo de Acqui Ugo Tornielli se convirtió también en obispo de Alessandria, con la obligación de residir seis meses en una ciudad y seis meses en la otra. Pero las desavenencias entre las dos diócesis fueron tales que al final, en noviembre de 1213, Ugo Tornielli decidió dimitir.
A partir de este momento Alessandria, aunque todavía formalmente unida con Acqui, ya no tuvo sus propios obispos; inicialmente estuvo gobernada por el cabildo catedralicio y luego, a partir de 1235, por el archidiácono capitular. El obispo de Acqui, cuya sede estaba unida a la de Alessandria, nunca se preocupó por la Iglesia alessandrina y, salvo un solo caso, ninguno de los obispos de Acqui llevó jamás el título de obispo de Alessandria.
Este statu quo duró hasta que el papa Inocencio VII, mediante la bula Sedis Apostolicae del 15 de abril de 1405, reorganizó la diócesis y nombró obispo al agustino Bertolino Beccari.
Con motivo de la reorganización de las diócesis piamontesas deseada por Napoleón Bonaparte, la sede alessandrina se amplió para incluir el territorio de las diócesis suprimidas de Bobbio, Tortona y Casale mediante la carta apostólica Gravissimis causis del papa Pío VII. Sin embargo, Napoleón decidió transformar la ciudad de Alessandria en una de las fortalezas del Imperio. Por motivos militares, la catedral y las estructuras adyacentes fueron demolidas. Esto obligó al traslado de la sede episcopal a Casale, con un decreto del cardenal Caprara, plenipotenciario del papa Pío VII en el Imperio francés, del 17 de julio de 1805. Esto impuso de facto la supresión de la diócesis de Alessandria y su cambio de nombre a "diócesis de Casale".
La sede alessandrina fue restablecida el 17 de julio de 1817 mediante la bula Beati Petri del papa Pío VII y al mismo tiempo pasó a ser sufragánea de la nueva arquidiócesis de Vercelli.
El 3 de mayo de 1936, con la carta apostólica Cum in oppido, el papa Pío XI proclamó a san Pío V patrono secundario de la diócesis.

## Estadísticas
Según el Anuario Pontificio 2023 la diócesis tenía a fines de 2022 un total de 140 500 fieles bautizados.
| Año                                                                             | Población            | Población | Población      | Sacerdotes | Sacerdotes    | Sacerdotes    | Bautizados por sacerdote | Diáconos permanentes | Religiosos | Religiosos | Parroquias |
| Año                                                                             | Bautizados católicos | Total     | % de católicos | Total      | Clero secular | Clero regular | Bautizados por sacerdote | Diáconos permanentes | Varones    | Mujeres    | Parroquias |
| ------------------------------------------------------------------------------- | -------------------- | --------- | -------------- | ---------- | ------------- | ------------- | ------------------------ | -------------------- | ---------- | ---------- | ---------- |
| 1959                                                                            | 142 500              | 143 000   | 99.7           | 185        | 138           | 47            | 770                      |                      | 41         | 123        | 65         |
| 1970                                                                            | 150 129              | 150 737   | 99.6           | 168        | 128           | 40            | 893                      |                      | 46         | 450        | 70         |
| 1980                                                                            | 163 292              | 165 484   | 98.7           | 188        | 130           | 58            | 868                      | 1                    | 70         | 400        | 76         |
| 1990                                                                            | 145 775              | 146 192   | 99.7           | 148        | 111           | 37            | 984                      | 1                    | 44         | 280        | 75         |
| 1999                                                                            | 144 000              | 145 000   | 99.3           | 122        | 94            | 28            | 1180                     | 9                    | 36         | 287        | 75         |
| 2000                                                                            | 141 109              | 143 501   | 98.3           | 120        | 93            | 27            | 1175                     | 11                   | 36         | 261        | 75         |
| 2001                                                                            | 147 880              | 150 990   | 97.9           | 113        | 88            | 25            | 1308                     | 10                   | 32         | 265        | 75         |
| 2002                                                                            | 151 486              | 154 768   | 97.9           | 108        | 86            | 22            | 1402                     | 11                   | 27         | 222        | 75         |
| 2003                                                                            | 151 486              | 154 768   | 97.9           | 102        | 82            | 20            | 1485                     | 10                   | 22         | 204        | 75         |
| 2004                                                                            | 151 410              | 154 812   | 97.8           | 111        | 87            | 24            | 1364                     | 10                   | 30         | 197        | 75         |
| 2006                                                                            | 150 100              | 156 200   | 96.1           | 102        | 82            | 20            | 1471                     | 13                   | 26         | 192        | 75         |
| 2012                                                                            | 151 000              | 162 900   | 92.7           | 92         | 74            | 18            | 1641                     | 9                    | 22         | 182        | 75         |
| 2015                                                                            | 149 506              | 159 822   | 93.5           | 82         | 64            | 18            | 1823                     | 9                    | 21         | 145        | 75         |
| 2018                                                                            | 144 918              | 159 750   | 90.7           | 68         | 54            | 14            | 2131                     | 9                    | 18         | 137        | 74         |
| 2020                                                                            | 142 035              | 156 978   | 90.5           | 57         | 46            | 11            | 2491                     | 7                    | 12         | 123        | 74         |
| 2022                                                                            | 140 500              | 153 500   | 91.5           | 57         | 48            | 9             | 2464                     | 7                    | 10         | 119        | 74         |
| Fuente: Catholic-Hierarchy, que a su vez toma los datos del Anuario Pontificio. |                      |           |                |            |               |               |                          |                      |            |            |            |

## Episcopologio
- Arduino † (1175-?)

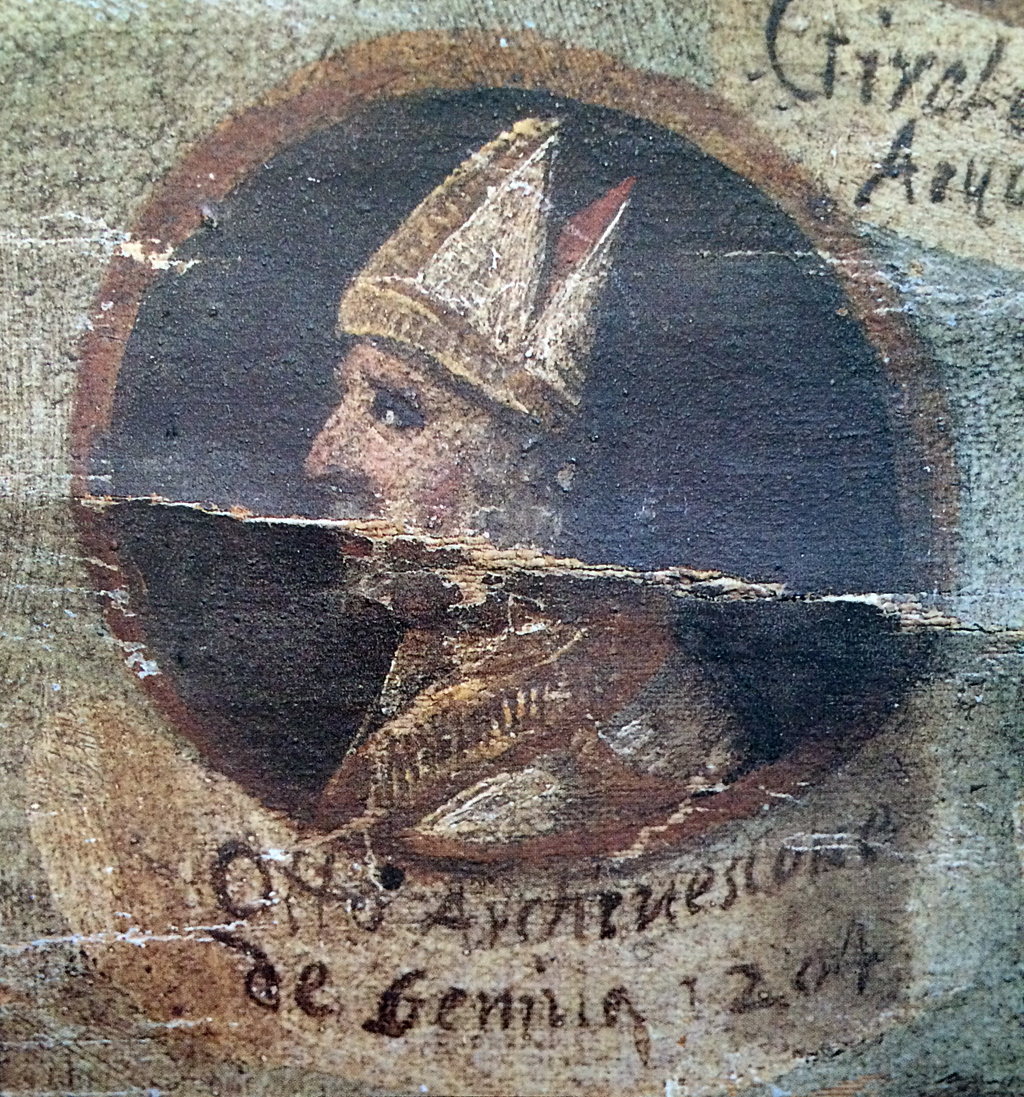
Obispo Ottone Ghilini

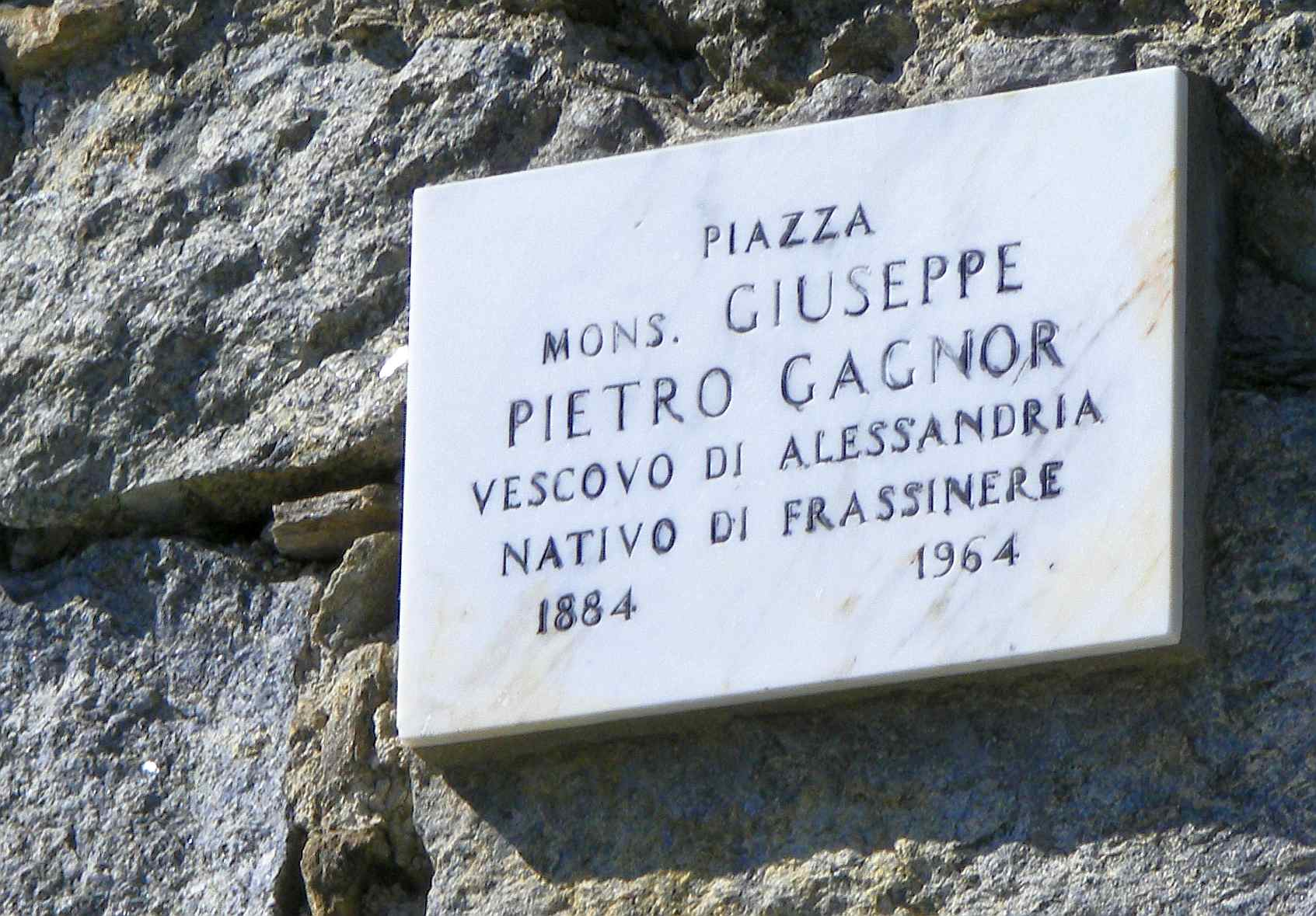
Lápida dedicada al obispo Giuseppe Pietro Gagnor (Frassinere 1945-1964)

- Ottone Ghilini † (circa 1178-1185 nombrado obispo de Bobbio)
  - Sede vacante (1185-1205)
- Ugo Tornielli † (antes de agosto de 1205-12 de noviembre de 1213 renunció)[nota 6]
  - Sede unida a Acqui (1213-1405)
  - Serie de los archidiáconos alessandrinos (1235-1405):
    - Bonifacio † (1235-1280)
    - Ascherio † (1280-1300)
    - Bertolino o Bartolomeo dal Pozzo † (1300-1321)
    - Odone Guasco † (1321-1347)
    - Antonio Guasco † (1347-1351)
    - Francesco dal Pozzo † (1351-1375)
    - Franceschino dal Pozzo † (1375-1400)
    - Arpino Colli † (1400-1405)
- Bertolino Beccari, O.E.S.A. † (15 de abril de 1405-18 de julio de 1417 falleció)
- Michele Mantegazza, O.Carm. † (7 de octubre de 1418-1425 suspendido[17])
  - Sede vacante[nota 7] (1432-1441)
- Marco Marinone, O.S.A. † (16 de febrero de 1441-1 de junio de 1457 nombrado obispo de Orvieto)
- Marco Cattaneo de' Capitaneis, O.P. † (31 de mayo de 1457-1 de marzo de 1478 falleció)
- Giovanni Antonio Sangiorgio † (14 de abril de 1478-6 de septiembre de 1499 nombrado obispo de Parma)
- Alessandro Guasco † (28 de marzo de 1500-9 de agosto de 1517 falleció)
- Pallavicino Visconti † (23 de julio de 1518-1534 renunció)
- Lelio Ottaviano Guasco † (11 de mayo de 1534-27 de abril de 1564 falleció)
- Girolamo Gallarati † (9 de junio de 1564-28 de octubre de 1568 falleció)
- Agostino Baglione † (9 de marzo de 1569-20 de junio de 1571 falleció[18])
- Guarnero Trotti † (27 de agosto de 1571-15 de enero de 1584 falleció)
- Ottavio Paravicini † (5 de marzo de 1584-1596 renunció)
- Giorgio Odescalchi † (10 de mayo de 1596-26 de mayo de 1610 nombrado obispo de Vigevano)
- Erasmo Paravicini † (14 de marzo de 1611-30 de septiembre de 1640 falleció)
- Francesco Visconti † (3 de diciembre de 1640-13 de abril de 1643 nombrado obispo de Cremona)
- Deodato Scaglia, O.P. † (18 de abril de 1644-9 de marzo de 1659 falleció)
- Carlo Ciceri † (22 de septiembre de 1659-13 de mayo de 1680 nombrado obispo de Como)
- Alberto Mugiasca, O.P. † (7 de octubre de 1680-11 de septiembre de 1694 falleció)
- Carlo Ottaviano Guasco † (10 de enero de 1695-17 de noviembre de 1704 nombrado obispo de Cremona)
- Filippo Maria Resta, C.R.L. † (15 de diciembre de 1704-31 de marzo de 1706 falleció)
- Francesco Giuseppe Arborio di Gattinara, B. † (7 de junio de 1706-25 de junio de 1727 nombrado arzobispo de Turín)
- Carlo Vincenzo Maria Ferrero Thaon, O.P. † (30 de julio de 1727-23 de diciembre de 1729 nombrado obispo de Vercelli)
- Giovanni Mercurino Antonio Arborio di Gattinara, B. † (23 de diciembre de 1729-28 de septiembre de 1743 falleció)
- Giuseppe Alfonso Miroglio † (16 de marzo de 1744-14 de abril de 1754 falleció)
- Giuseppe Tomaso de Rossi † (18 de julio de 1757-20 de mayo de 1786 falleció)
- Carlo Giuseppe Pistone † (15 de septiembre de 1788-30 de septiembre de 1795 falleció)
- Vincenzo Maria Mossi † (27 de junio de 1796-antes del 29 de mayo de 1803 renunció)
- Jean-Chrysostôme de Villaret † (1 de febrero de 1805-23 de diciembre de 1805 nombrado obispo de Casale Monferrato)
  - Sede suprimida (1805-1818)
- Alessandro d'Angennes † (16 de marzo de 1818-24 de febrero de 1832 nombrado arzobispo de Vercelli)
- Dionigi Andrea Pasio † (15 de abril de 1833-26 de noviembre de 1854 falleció)
  - Sede vacante (1854-1867)
- Giacomo Antonio Colli † (27 de marzo de 1867-1 de noviembre de 1872 falleció)
- Pietro Giocondo Salvaj † (23 de diciembre de 1872-1 de marzo de 1897 falleció)
- Giuseppe Capecci, O.E.S.A. † (19 de abril de 1897-16 de julio de 1918 falleció)[19]
- Giosuè Signori † (23 de diciembre de 1918-21 de noviembre de 1921 nombrado arzobispo de Génova)
- Nicolao Milone † (21 de noviembre de 1921-11 de marzo de 1945 falleció)
- Giuseppe Pietro Gagnor, O.P. † (30 de octubre de 1945-4 de noviembre de 1964 falleció)
- Giuseppe Almici † (17 de enero de 1965-17 de julio de 1980 retirado)
- Ferdinando Maggioni † (17 de julio de 1980-22 de abril de 1989 retirado)
- Fernando Charrier † (22 de abril de 1989-4 de abril de 2007 retirado)
- Giuseppe Versaldi (4 de abril de 2007-21 de septiembre de 2011 nombrado presidente de la Prefectura de Asuntos Económicos de la Santa Sede)
- Guido Gallese, desde el 20 de octubre de 2012

### Historia, anales
- Girolamo Ghilini (1666).  Gioseffo Marelli, ed. Annali di Alessandria. Overo le cose accadute in essa città nel suo, e circonvicino territorio dell'anno dell'origine sua sino al 1659 (en italiano). Milano.
- Giuseppe Antonio Chenna (1785fechaacceso=31 de diciembre de 2022).  Ignazio Vimercati, ed. Del vescovato, de' vescovi e delle chiese della città e diocesi d'Alessandria (en italiano). Alessandria.
- Giuseppe Cappelletti (1838).  Giuseppe Antonelli, ed. Le Chiese d'Italia dalla loro origine sino ai nostri giorni (en italiano). Venecia. Consultado el 31 de diciembre de 2022.
- Pius Bonifacius Gams (1873). Series Episcoporum Ecclesiæ Catholicæ, Quotquot Innotuerunt a Beato Petro Apostolo (en latín). Ratisbona. Consultado el 2 de enero de 2023.
- Fedele Savio (2 de enero de 2023).  Fratelli Bocca Editori, ed. Gli antichi vescovi d'Italia. Il Piemonte (en italiano). Turín.
- Giulio Ieni (1988). «La cattedrale antica».  En Diocesi di Alessandria, ed. diocesialessandria.it (en italiano). Archivado desde el original el 2 de abril de 2015. Consultado el 1 de marzo de 2015.
- Diocesi di Alessandria, ed. (2 de enero de 2023). Gli Inizi della Chiesa Alessandrina (en italiano). Alessandria. Archivado desde el original el ?.
- Rafael Lazcano (2014).  Editorial Agustiniana, ed. Episcopologio agustiniano 1. Guadarrama. ISBN 9788492645404.

### Códices y obras
- Francesco Moscheni & fratelli, ed. (1547). Codex Statutorum Magnifice Communitatis Atque Dioecæsis Alexandrinæ (en latín). Alessandria. Consultado el 2 de enero de 2023.
- Ludovico Antonio Muratori (1742).  ex Typographia Societatis Palatinae in Regia Curia, ed. Antiquitates Italicæ Medii Ævi (en latín). 6fechaacceso= 2 de enero de 2023. Mediolani.
- Konrad Eubel (1913).  Librariæ Regensbergianæ, ed. Hierarchia Catholica Medii Ævi et Recentioris (en latín) 1. Münster. Consultado el 2 de enero de 2023.
- Konrad Eubel (1914).  Librariæ Regensbergianæ, ed. Hierarchia Catholica Medii Ævi et Recentioris (en latín) 2 (2 edición). Münster. Consultado el 2 de enero de 2023.
- Konrad Eubel; Guilelmus van Gulik (1923).  Librariæ Regensbergianæ, ed. Hierarchia Catholica Medii Ævi (en latín) 3 (2 edición). Münster. Consultado el 2 de enero de 2023.
- Patrice Gauchat (1935).  Librariæ Regensbergianæ, ed. Hierarchia Catholica Medii Ævi (en latín) 4. Münster. Consultado el 2 de enero de 2023.
- Remigio Ritzler; Pirminum Sefrin (1952).  Il Messaggero di Sant'Antonio, ed. Hierarchia Catholica Medii Ævi (en latín). 5fechaacceso= 2 de enero de 2023. Padua.
- Remigio Ritzler; Pirminum Sefrin (1958).  Il Messaggero di Sant'Antonio, ed. Hierarchia Catholica Medii Ævi (en latín) 6. Padua. Consultado el 2 de enero de 2023.
- Typis Polyglottis Vaticanis, ed. (1936). «Cum in oppido. Lettera apostolica» (pdf). Acta Apostolicæ Sedis (en latín). año XXVIII, serie II, volumen III (Roma). Consultado el 2 de enero de 2023.

### Recursos en línea
- (en inglés) Diocese of Alessandria della Paglia, en Enciclopedia Católica, Nueva York, Encyclopedia Press, 1913.
- Diocesi di Alessandria (ed.). Diocesi di Alessandria TV Channel. Consultado el 6 de marzo de 2015.
- Stefano Tessaglia (24 de octubre de 2013). «Verbale della prima assemblea del presbiterio diocesano» (pdf).  En Diocesi di Alessandria, ed. diocesialessandria.it. Archivado desde el original el ?. Consultado el 6 de marzo de 2015.
- Andrea Antonuccio (25 de noviembre de 2022).  La V comunicazione s.c., ed. «Ecco il nuovo decreto sulle Unità pastorali: il nostro Vescovo ci spiega di che cosa si tratta». Consultado el 13 de febrero de 2022.
- Diocesi di Alessandria (ed.). «La storia di palazzo Inviziati». http://www.diocesialessandria.it/. Archivado desde el original el ?. Consultado el 2 de enero de 2023.